# Stenellipsis albomaculipennis
Stenellipsis albomaculipennis är en skalbaggsart som beskrevs av Stefan von Breuning 1969. Stenellipsis albomaculipennis ingår i släktet Stenellipsis och familjen långhorningar. Inga underarter finns listade i Catalogue of Life.